# Camilla Castenskiold
Margrethe Camilla Castenskiold, født Crone (født 8. april 1940 på Frederiksberg) er kammerherreinde og tidligere hofdame hos dronning Margrethe og mor til Christian Gustav Castenskiold.
Hun er datter af Thomas Georg Frederik Lønborg Crone og Vibeke Scheel Richter og søster til Patricia Crone. Som ung tilbragte hun nogle år i England og Frankrig, gik på købmandsskole og har en lærereksamen fra Holbæk Seminarium. Det var også i ungdommen, at hun blev veninde med den kommende tronfølger.
Hun har siden 25. november 1961 (Hørby Kirke) været gift med kammerherre, hofjægermester Claus Christian Castenskiold, som ejer Hørbygård. I 1980'erne købte hun sammen med sin mand en farm i Australien.
1. april 2011 afgik hun som hofdame. Hun er Ridder af 1. grad af Dannebrog og bærer en række udenlandske ordener.